# Ardashir I
Ardashir I (tiếng Ba Tư trung đại:, tiếng Ba Tư mới: اردشیر بابکان, Ardashir-e Bābakān) là người sáng lập ra triều đại Sassanid, là người trị vì của Istakhr (206-241), sau đó là Ba Tư (208-241), và cuối cùng thì là "Vua của các vị vua Iran (Ba Tư)" (226-241). Triều đại do Ardashir I sáng lập ra đã trị vì trong vòng 4 thế kỉ cho đến khi bị hạ bệ năm 651 bởi cuộc chinh phạt của dân Ả Rập theo Hồi giáo. Ardashir I được xem như là một quân vương năng nổ.

## Tiểu sử
Ardashir I vốn là con cháu của một dòng thầy tu của nữ thần Anahita ở Istakhr, Ba Tư. Người cha của ông là Papag, từng là người trị vì Kheir, một thành phố nhỏ, nhưng bị quản lý, vào năm 205 đã phế truất Gocihr, vua Bazrangids (những người cai trị địa phương phụ thuộc vào triều đại Arsacid (Parthia) lúc ấy để chiếm ngôi. Mẹ của ông, Rodhagh là con gái của một vị thống đốc Ba Tư. Vì tổ tiên của Ardashir I là Sassan, thầy tu vĩ đại của ngôi đền Anahita, nên ông đã đặt tên cho triều đại do ông sáng lập theo tên vị tổ tiên này (Sassanid).
Những nỗ lực của ông Papag nhằm ngay sức mạnh đã thoát khỏi sự để ý của hoàng đế Arsacid là Artabanus IV, vì ông này đang vướng vào một cuốc chiến tranh với người anh trai là hoàng đế Vologases VI (chết năm 228). Lợi dụng điều này, Papag cùng với con trai trưởng là Shapur mở rộng quyền lực ra toàn cõi Ba Tư. Trong lúc này, Ardashir I đang là người lãnh đạo của thị trấn Darabgird. Với cái chết của Papag năm 220, Shapur lên kế vị cha. Dù vậy, Ardashir I đã tiến hành một cuộc nổi loạn để giành ngôi với anh cho đến 208 ông nắm được vương quyền. Năm 220, khi gặp em trai, Shapur đã bị mái nhà đè chết.

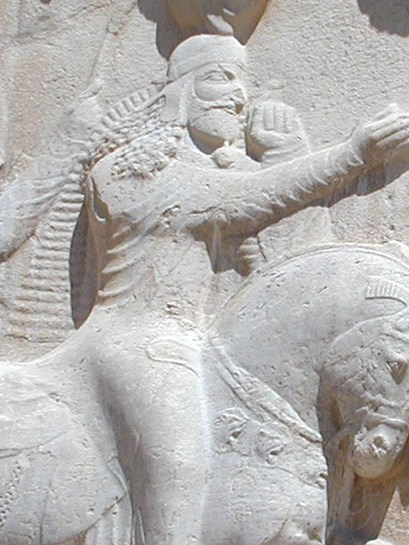
Chân dung Ardashir I trên một bức tranh phù điêu bằng đá tại Naqsh-e Rustam (nay thuộc tỉnh Fars, Iran),

Sau khi đã giành được ngai vàng, Ardashir I dời đô về Ardashir-Khwarrah (ngày này nó là Firouzabad). Thành phố này dựa vào những dãy núi cao và dễ phòng thủ, trở thành một trọng tâm trong những nỗ lực của Ardashir nhằm mở rộng quyền lực. Phía bắc thành phố có những cung điện rất rộng lớn và ngày nay vẫn còn những di tích.
Sau khi đã thiết lập được sự thống trị toàn cõi của xứ Ba Tư, Ardashir I xúc tiến việc mở mang bờ cõi, ông còn yêu cầu các thái tử xứ Fars trung thành kiểm soát hộ các tỉnh lân cận như Kerman, Isfahan, Susiana và Mesene. Cuộc mở rộng này lập tức gây sự chú ý của hoàng đế Artabanus IV. Năm 224, khi biết tin, Artabanus IV ra lệnh cho thống đốc của vùng Khuzestan tấn công Ardashir nhưng đã bị Ardashir đánh bại. Cùng năm đó, Artabanus thân chinh gây ra một cuộc chiến lần hai chống Ardashir, nhưng bị đánh bại và giết tại Hormizdeghan. Sau thành công này, Ardashir I tiếp tục chinh phạt các tỉnh phía tây cũng như đụng độ với người Parthia; cho đến năm 226 ông đăng ngôi Shahenshah ("vua của các vua") Ba Tư tại Ctesiphon. Các văn bản cổ đại còn ghi rằng vợ ông, Adhur-Anahid là "nữ hoàng của các nữ hoàng", mặc dù mối quan hệ của bà và ông chưa được công nhận. Ông đã sáng lập ra vương triều Sassanid, chấm dứt 400 năm lịch sử của đế chế Parthia hùng mạnh do vua Arsaces sáng lập ra năm xưa. Tôn giáo chính của đế chế là đạo Zoroastrian.
Vài năm sau đó, với các cuộc nổi dậy địa phương ở khắp đế chế, Ardashir I đã luôn luôn mở mang đế chế mới được sáng lập của ông tới vùng đông và tây bắc, chinh phạt các tỉnh của Sistan, Gorgan, Khorasan, Margiana (nay là Turkmenistan), Balkh và Chorasmia. Ông cũng chiếm thêm cho Sassanid các vùng Bahrain và Mosul. Các văn bản cổ Sassanid cũng nói về sự phục tùng của vua các xứ Kushan, Turan và Mekran với Ardashir, mặc dù các bằng chứng trên tiền đúc thì nói như là họ quy phục con trai của ông, đức vua Shapur I trong tương lai hơn. Tại phương tây, những cuộc tấn công của ông chống lại Hatra, Armenia và Adiabene gặt hái được ít thành công hơn. Ardashir I băng hà năm 241.